# Kopačevo
Kopačevo (ugriska: Kopács) är en ort i Kroatien.   Den ligger i länet Baranja, i den östra delen av landet, 220 km öster om huvudstaden Zagreb. Kopačevo ligger 82 meter över havet och antalet invånare är 608.
Terrängen runt Kopačevo är mycket platt. Runt Kopačevo är det glesbefolkat, med 16 invånare per kvadratkilometer. Närmaste större samhälle är Osijek, 9,1 km sydväst om Kopačevo. I omgivningarna runt Kopačevo växer i huvudsak blandskog.